# スリヤウォンサワーン
スリヤウォンサワーン（ラオ語: ສຣິຍາວົງ ສະຫວ່າງ, ラテン文字転写: Sauryavong Savang, 1937年1月22日 - ）は、ラオス王国の王族。第2代国王サワーンワッタナーの三男。

## 経歴
1937年、ルアンパバーン王太子だったサワーンワッタナーとカムプイ妃の末息子として生まれる。1965年にダラヴァン姫と結婚し、3男1女を儲けた。国王の資産を管理する官職に就いていたが、共産主義革命勢力のパテート・ラーオがラオス全土を占拠すると、1975年11月にメコン川を泳ぎ渡ってタイ王国に脱出した。タイを経てフランスに亡命し、ルノーに勤務した。
1997年9月、スリヤウォンサワーンは甥にあたる王孫のスリウォンサワーン王子と共に、アメリカ合衆国のシアトルでラオス王室協議会（Royal Lao Conference）を開催した。協議会には、300人以上のラオ族亡命者とモン族コミュニティーの代表者が出席した。この歴史的な会議により、ラオスにおける立憲君主制の復活を目指すことが決断として確立された。そして同時に、「ラオスにおける全体主義体制を真の民主主義体制へ変換する」ことと、「ラオス人民の再統合」を共通の目標として定めた。翌2000年7月、スリヤウォンサワーンはワンターオ事件で襲撃命令を出したとされ、幾つかの方面から厳しい非難に晒された。その際、彼はラオス人民民主共和国政府への軍事的攻撃に関する知識を有さないと事前に否定していた。
現在はパリに居住しており、ラオス王位請求者であるスリウォンサワーン王子の摂政としてラオス王室の代表を務めている。スリャウォンサワーンはラオスにおける立憲君主制を樹立するために、スリウォンサワーン王子やマンコンスワンナプーム王子、タニャウォンサワーン王子らと共に、ラオス王国亡命政府と協力しながら政治的活動を展開している。